# Nummer-et hits i Danmark i 2017
Nummer-et hits i Danmark i 2017 er en liste over de singler der lå nummer et på den danske singlehitliste i 2017. Den var udarbejdet af International Federation of the Phonographic Industry og Nielsen Soundscan, og udgives af hitlisten.nu.

## Historie
| Uge | Dato           | Sang                | Kunstner                                           | Kilde  |
| --- | -------------- | ------------------- | -------------------------------------------------- | ------ |
| 1   | 4. januar      | "Guld Jul"          | Gulddreng                                          | [ 1 ]  |
| 2   | 11. januar     | "Rockabye"          | Clean Bandit feat. Sean Paul & Anne-Marie          | [ 2 ]  |
| 2   | 18. januar     | "Shape of You"      | Ed Sheeran                                         | [ 3 ]  |
| 3   | 25. januar     | "Shape of You"      | Ed Sheeran                                         | [ 4 ]  |
| 4   | 1. februar     | "Shape of You"      | Ed Sheeran                                         | [ 5 ]  |
| 5   | 8. februar     | "Shape of You"      | Ed Sheeran                                         | [ 6 ]  |
| 6   | 15. februar    | "Shape of You"      | Ed Sheeran                                         | [ 7 ]  |
| 7   | 22. februar    | "Shape of You"      | Ed Sheeran                                         | [ 8 ]  |
| 8   | 1. marts       | "Shape of You"      | Ed Sheeran                                         | [ 9 ]  |
| 9   | 8. marts       | "Shape of You"      | Ed Sheeran                                         | [ 10 ] |
| 10  | 15. marts      | "Shape of You"      | Ed Sheeran                                         | [ 11 ] |
| 11  | 22. marts      | "Shape of You"      | Ed Sheeran                                         | [ 12 ] |
| 12  | 29. marts      | "Shape of You"      | Ed Sheeran                                         | [ 13 ] |
| 13  | 5. april       | "Shape of You"      | Ed Sheeran                                         | [ 14 ] |
| 14  | 12. april      | "Shape of You"      | Ed Sheeran                                         | [ 15 ] |
| 15  | 19. april      | "Shape of You"      | Ed Sheeran                                         | [ 16 ] |
| 16  | 26. april      | "Shape of You"      | Ed Sheeran                                         | [ 17 ] |
| 17  | 3. maj         | "Despacito"         | Luis Fonsi featuring Daddy Yankee                  | [ 18 ] |
| 18  | 10. maj        | "Despacito"         | Luis Fonsi featuring Daddy Yankee                  | [ 19 ] |
| 19  | 17. maj        | "Despacito"         | Luis Fonsi featuring Daddy Yankee                  | [ 20 ] |
| 20  | 24. maj        | "Despacito"         | Luis Fonsi featuring Daddy Yankee                  | [ 21 ] |
| 21  | 31. maj        | "Despacito"         | Luis Fonsi featuring Daddy Yankee                  | [ 22 ] |
| 22  | 7. juni        | "Despacito"         | Luis Fonsi featuring Daddy Yankee                  | [ 23 ] |
| 23  | 14. juni       | "Despacito (Remix)" | Luis Fonsi featuring Daddy Yankee og Justin Bieber | [ 24 ] |
| 24  | 21. juni       | "Despacito (Remix)" | Luis Fonsi featuring Daddy Yankee og Justin Bieber | [ 25 ] |
| 25  | 28. juni       | "Despacito (Remix)" | Luis Fonsi featuring Daddy Yankee og Justin Bieber | [ 26 ] |
| 26  | 5. juli        | "Despacito (Remix)" | Luis Fonsi featuring Daddy Yankee og Justin Bieber | [ 27 ] |
| 27  | 12. juli       | "Despacito (Remix)" | Luis Fonsi featuring Daddy Yankee og Justin Bieber | [ 28 ] |
| 28  | 19. juli       | "Despacito (Remix)" | Luis Fonsi featuring Daddy Yankee og Justin Bieber | [ 29 ] |
| 29  | 26. juli       | "Despacito (Remix)" | Luis Fonsi featuring Daddy Yankee og Justin Bieber | [ 30 ] |
| 30  | 2. august      | "Despacito (Remix)" | Luis Fonsi featuring Daddy Yankee og Justin Bieber | [ 31 ] |
| 31  | 9. august      | "Despacito (Remix)" | Luis Fonsi featuring Daddy Yankee og Justin Bieber | [ 32 ] |
| 32  | 16. august     | "Despacito (Remix)" | Luis Fonsi featuring Daddy Yankee og Justin Bieber | [ 33 ] |
| 33  | 23. august     | "Despacito (Remix)" | Luis Fonsi featuring Daddy Yankee og Justin Bieber | [ 34 ] |
| 34  | 30. august     | "Friends"           | Justin Bieber og BloodPop                          | [ 35 ] |
| 35  | 6. september   | "Friends"           | Justin Bieber og BloodPop                          | [ 36 ] |
| 36  | 13. september  | "Friends"           | Justin Bieber og BloodPop                          | [ 37 ] |
| 37  | 20. september  | "Friends"           | Justin Bieber og BloodPop                          | [ 38 ] |
| 38  | 27. september  | "2017"              | Rasmus Seebach                                     | [ 39 ] |
| 39  | 4. oktober     | "Rockstar"          | Post Malone featuring 21 Savage                    | [ 40 ] |
| 40  | 11. oktober    | "Rockstar"          | Post Malone featuring 21 Savage                    | [ 41 ] |
| 41  | 18. oktober    | "Rockstar"          | Post Malone featuring 21 Savage                    | [ 42 ] |
| 42  | 25. oktober    | "Rockstar"          | Post Malone featuring 21 Savage                    | [ 43 ] |
| 43  | 1. november    | "Rockstar"          | Post Malone featuring 21 Savage                    | [ 44 ] |
| 44  | 8. november    | "Rockstar"          | Post Malone featuring 21 Savage                    | [ 45 ] |
| 45  | 15. november   | "Rockstar"          | Post Malone featuring 21 Savage                    | [ 46 ] |
| 46  | 22. november   | "Rockstar"          | Post Malone featuring 21 Savage                    | [ 47 ] |
| 47  | 29. november   | "Rockstar"          | Post Malone featuring 21 Savage                    | [ 48 ] |
| 48  | 6. december    | "Rockstar"          | Post Malone featuring 21 Savage                    | [ 49 ] |
| 49  | 13. december   | "Perfect"           | Ed Sheeran                                         | [ 50 ] |
| 50  | 20. december   | "Perfect"           | Ed Sheeran                                         | [ 51 ] |
| 51  | 27. december   | "Perfect"           | Ed Sheeran                                         | [ 52 ] |
| 52  | 3. januar 2018 | "Perfect"           | Ed Sheeran                                         | [ 53 ] |